# Antonio Gopal
Antonio Gopal (* 12. Januar 1947) ist ein seychellischer Hürdenläufer. 

## Karriere
Gopal nahm an den Olympischen Sommerspielen 1980 im 110-Meter-Hürdenlauf der Männer teil. Er schied im Vorlauf mit einer Zeit von 15,6 Sekunden aus.
Seit 1992 ist er außerdem Präsident des Nationalen Olympischen Komitees der Seychellen. Im Mai 2021 wurde Gopal in den Exekutivausschuss der Association of National Olympic Committees of Africa gewählt.